# Maschinentransformator

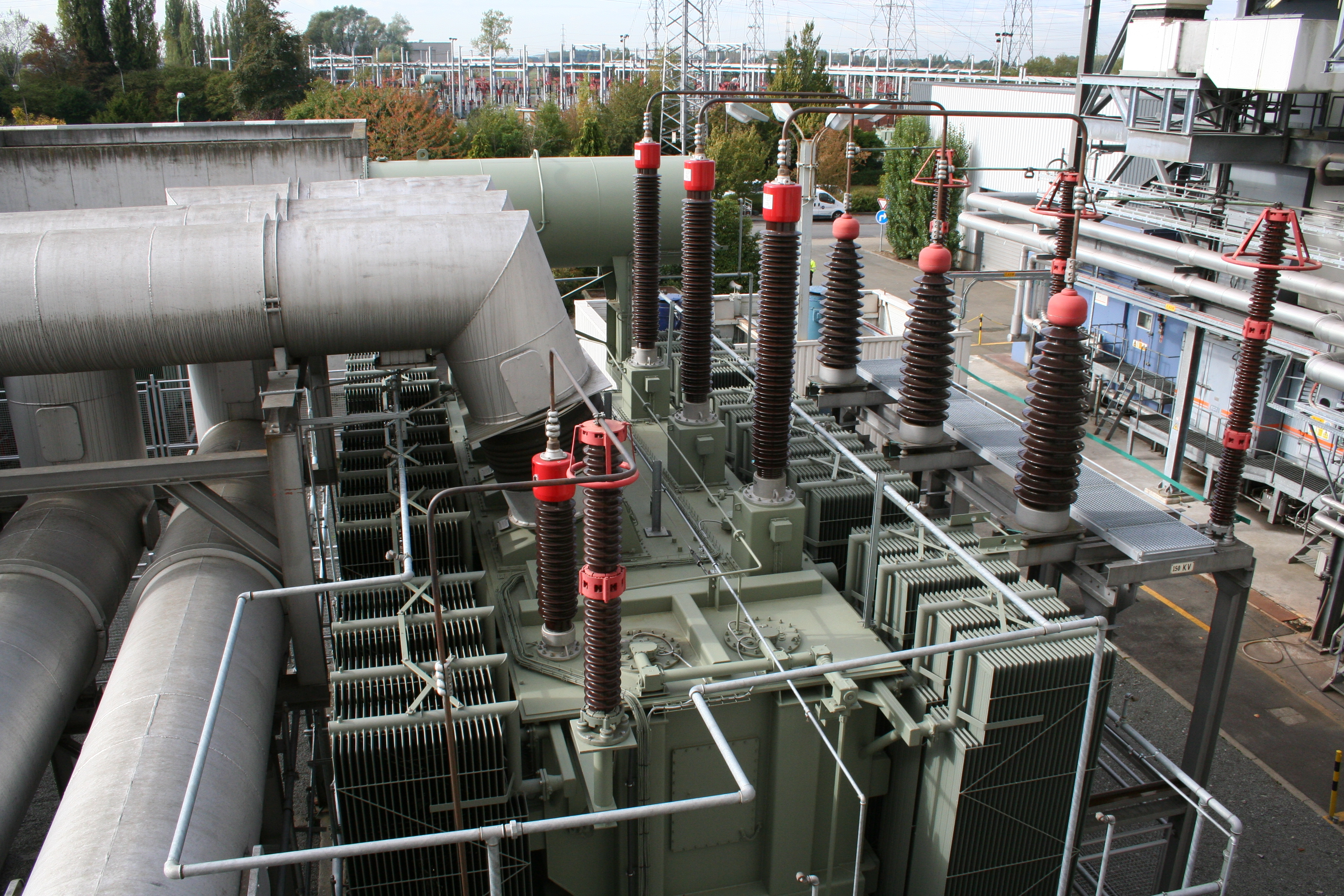
375-MVA-Maschinentransformator mit einer Generatorspannung von 22 kV (linke Seite, dicke silberne Rohre) und 150-kV-Abgang in das Hochspannungsnetz (rechts)

Ein Maschinentransformator, auch Blocktransformator oder Maschinenumspanner genannt (englisch generator transformer), ist in der elektrischen Energietechnik ein Leistungstransformator, der als Teil eines Kraftwerks die im elektrischen Generator erzeugte elektrische Spannung in Hochspannung transformiert, um diese in das Stromnetz einzuspeisen.

## Allgemeines

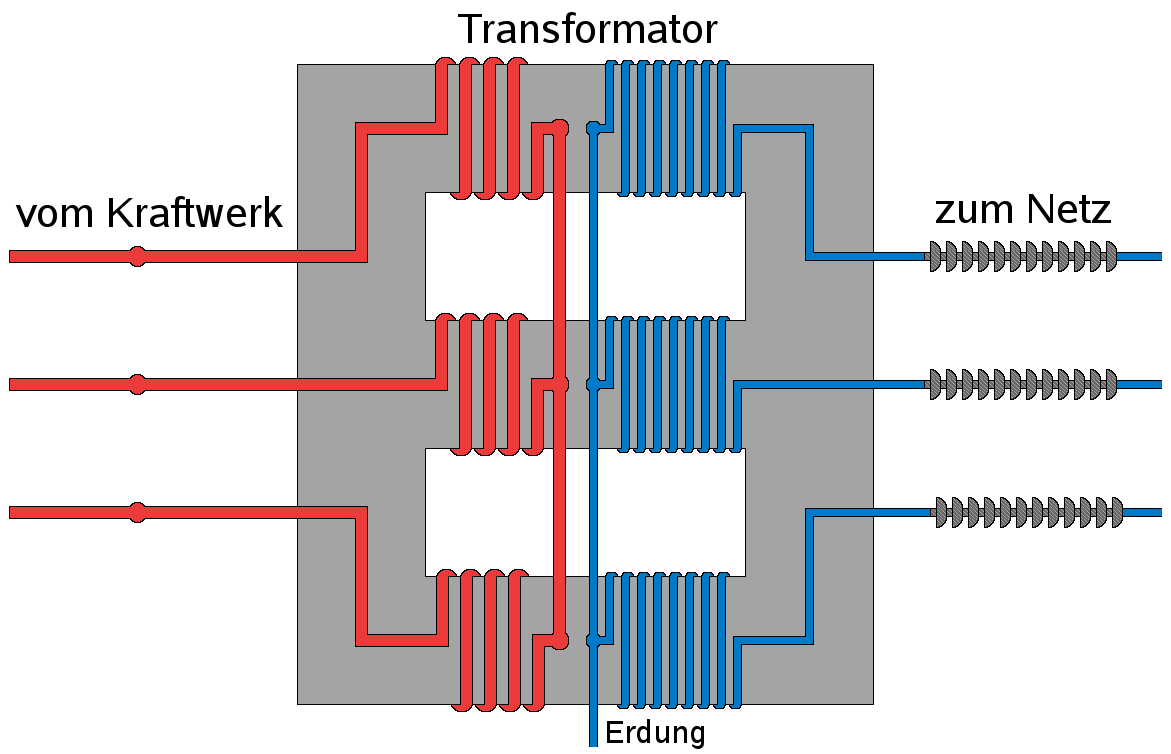
Schematische Darstellung eines Maschinentransformators

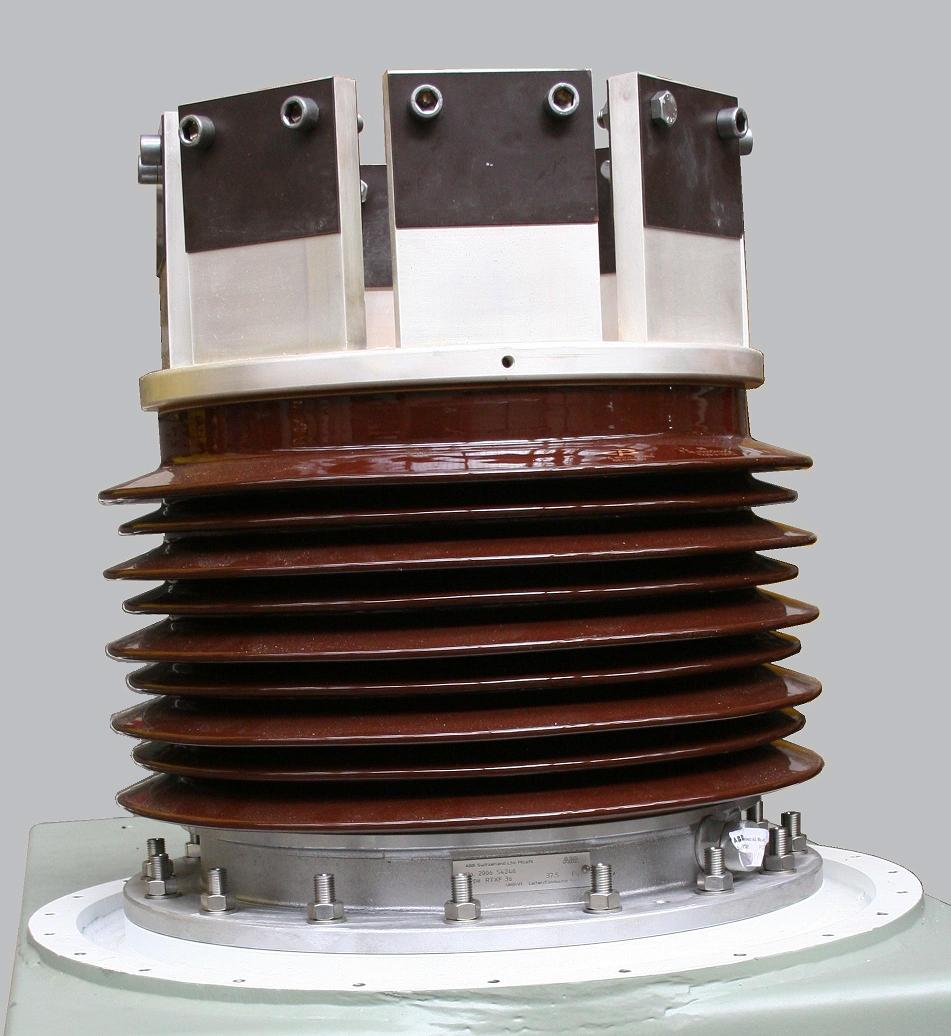
Hochstromdurchführung für z. B. den Anschluss eines Maschinentransformators an die Generatorausleitung

Die bei mittleren bis größeren Kraftwerksblöcken zur Umwandlung der von der Turbine gelieferten mechanischen Leistung eingesetzten Synchrongeneratoren wie den Turbogeneratoren können konstruktionsbedingt nur auf Generatorspannungen von einigen Kilovolt ausgelegt werden: Bei einer Blockleistung bis zu 40 MVA sind 6,3 kV üblich, und bei großen Kraftwerksblöcken von über 1000 MVA werden bis zu 27 kV erreicht. Die bei diesen Leistungen auftretenden sehr hohen Generatorströme von einigen 10 kA lassen sich nicht wirtschaftlich verteilen, da die Verluste entlang einer Leitung durch den elektrischen Widerstand quadratisch mit dem Strom zunehmen.
Der Maschinentransformator setzt die Generatorspannung daher auf die im Hochspannungsnetz üblichen deutlich höheren Spannungen von beispielsweise 220 kV oder auch 380 kV um, wobei der Strom um den gleichen Faktor kleiner wird, um den die Spannung heraufgesetzt wird. Maschinentransformatoren zählen aufgrund der hohen Leistungen und mit einem Gewicht von über 500 Tonnen zu den größten technisch eingesetzten Transformatoren.
Bei Kraftwerken, welche nicht schwarzstartfähig sind, wie beispielsweise manche Kohlekraftwerke, wird die zum Anfahren nötige Energie dem Stromnetz über den Maschinentrafo entnommen. Der Maschinentransformator wird in dieser Betriebsart kurzzeitig „rückwärts“ betrieben und liefert die Leistung für den Eigenbedarf des Kraftwerks.

## Steuereinrichtungen
Die meisten Maschinentransformatoren sind neben den notwendigen Kühl- und Kontrolleinrichtungen mit einem Stufenschalter zur Einstellung der Blindleistung (indirekt über dem Generatorspannungsregler) ausgestattet, der im Anfahrbetrieb die Eigenbedarfsspannung regelt. Zwischen Generator und Maschinentransformator befindet sich weiterhin ein Generatorleistungsschalter, mit dem der Generator vom Maschinentransformator getrennt werden kann.

## Sicherheit

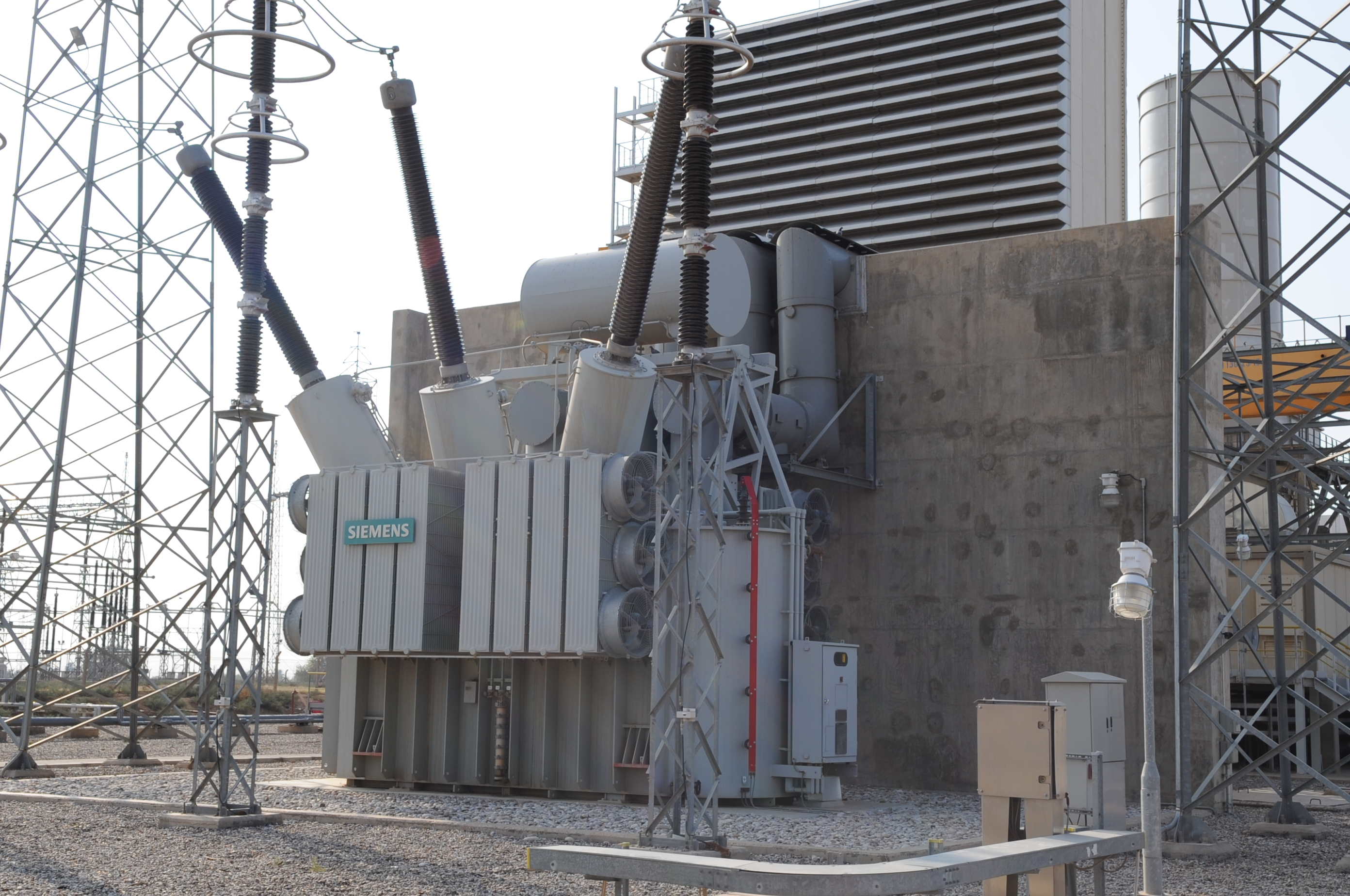
Maschinentransformator eines kalorischen Kraftwerks. Die Betonwand hinter dem Transformator dient als Brandschutzwand

Maschinentransformatoren sind aufgrund der großen Leistung als ölgefüllte und im Regelfall als Drehstromtransformatoren ausgeführt. Bei Kraftwerken in speziellen Einsatzbereichen wie für Bahnstrom kommen auch einphasige Maschinentransformatoren zur Anwendung. Das im Transformator eingesetzte Mineralöl dient der elektrischen Isolation und der Wärmeabfuhr nach außen. Isolationsfehler im Transformator können durch spezielle Sicherheitseinrichtungen (wie das Buchholz-Relais) festgestellt werden. Bei schwerwiegenden Isolationsfehlern kommt es infolge der Überhitzung zur übermäßigen Gasbildung im Öl mit der Folge eines Transformatorbrandes.
Bei dem nur schwer löschbaren Brand wird der Transformator im Regelfall zerstört, da sich die Brandbekämpfung auf das Kühlen der Außenumwandung beschränken muss. Zur Vermeidung von Folgeschäden an der restlichen Infrastruktur werden deswegen Leistungstransformatoren baulich getrennt und im Außenbereich der Kraftwerksanlage positioniert und durch Brandschutzwände von dem Maschinenhaus oder anderen Anlageteilen getrennt. Ebenso wird bei der Planung eines Kraftwerkes auf die schnelle Austauschbarkeit geachtet, beispielsweise die Transformatoren auf Rollen montiert und in Schienen geführt.